# Dendrotriton rabbi
Dendrotriton rabbi е вид земноводно от семейство Plethodontidae. Видът е критично застрашен от изчезване.

## Разпространение
Разпространен е в Гватемала.